# Sân bay Oki
Sân bay Oki (隠岐空港 Oki Kūkō) (IATA: OKI, ICAO: RJNO) là một sân bay ở Dōgo, một trong các đảo trong quần đảo Oki tại tỉnh của Nhật Bản. Sân bay này tọa lạc tại Okinoshima, thị xã đông dân nhất trên quần đảo này.
Sân bay Oki là một sân bay cấp 3 Nhật Bản với đường băng dài 2000 m. Sân bay này được kết nối với Sân bay quốc tế Osaka ("Itami", ITM) và Sân bay Izumo (IZO).

## Các hãng hàng không và các tuyến điểm
Hiện có các hãng hàng không sau đang hoạt động tại sân bay này:
- Japan Air Commuter (Izumo, Osaka Itami)